# Veroli
Veroli (antikens Verulae) är en kommun i provinsen Frosinone, i regionen Lazio i Italien. Kommunen hade 20 424 invånare (2018). och gränsar till kommunerna Alatri, Balsorano, Boville Ernica, Collepardo, Frosinone, Monte San Giovanni Campano, Morino, Ripi, San Vincenzo Valle Roveto, Sora och Torrice.
Verulae var en av hernikernas städer. Staden erövrades av romarna och blev municipium 90 f.Kr. Staden blev biskopssäte år 743.